# ريكاردو راينري

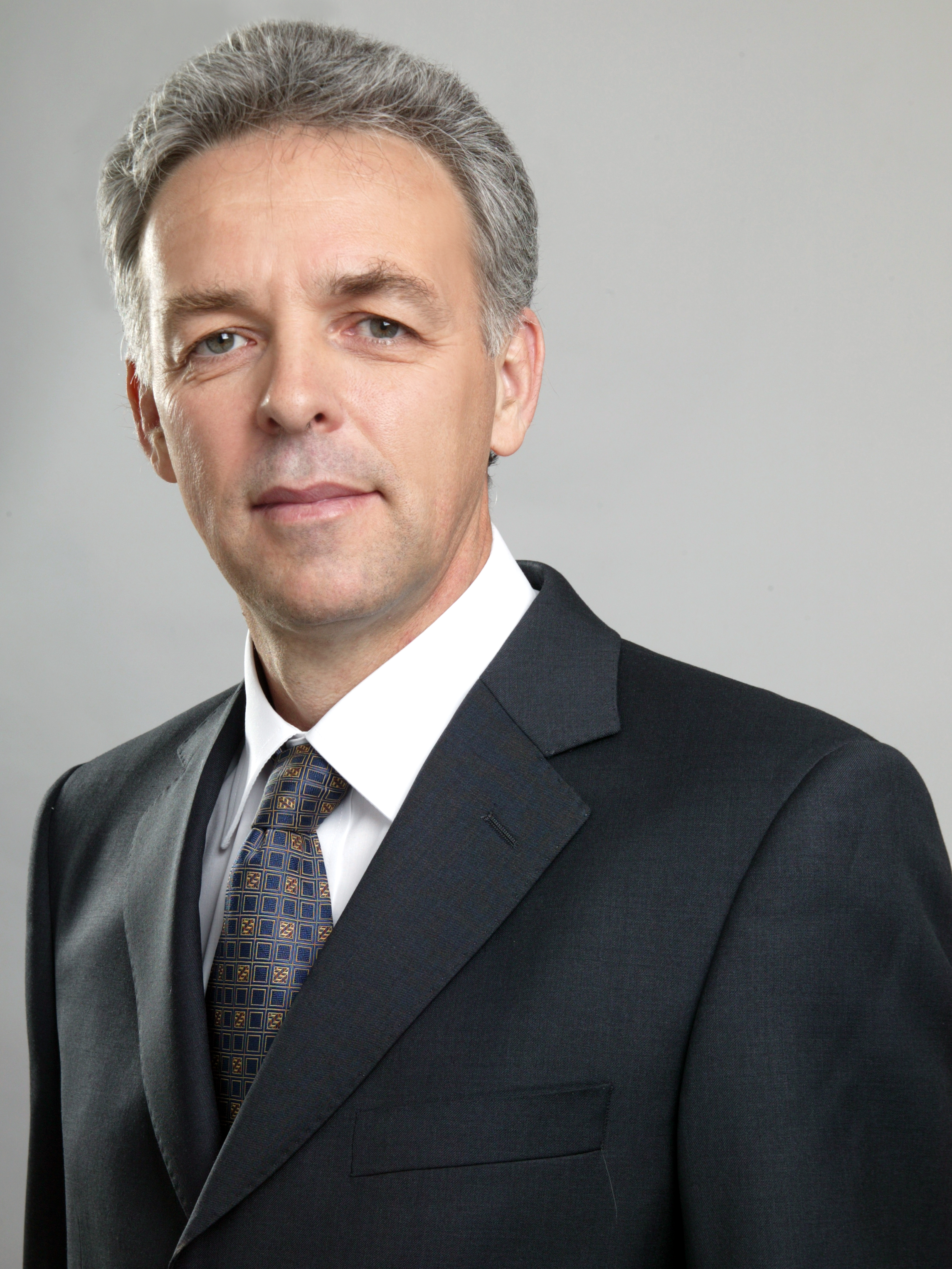

ريكاردو خورخي راينري بيرنين (من مواليد 25 نوفمبر 1961) هو خبير اقتصادي وأكاديمي وباحث ومستشار وسياسي. في 9 فبراير 2010، رشحه الرئيس التشيلي الحالي سيباستيان بينيرا لوزارة الطاقة.

## سيرتهُ
متزوج وأب لثلاثة أطفال. أكمل راينري دراستهِ في مدرسة الأدنتست الثانوية في سانتياغو، تشيلي. واصل تخصصه في إدارة الأعمال في الجامعة البابوية الكاثوليكية في تشيلي عام 1987. حصل على درجة الماجستير في الآداب عام 1991، وحصل أيضاً على الدكتوراه عام 1993 في جامعة مينيسوتا. ركزت دراساته على التنظيم الصناعي والتنظيم والاقتصاد النقدي. 

## حياتهُ المِهنية
عند عودته إلى بلده (تشيلي)، بدأ راينري العمل كأستاذ وباحث في قسم الهندسة الصناعية وكلية النظم الهندسية في جامعة ألما (الجامعة البابوية الكاثوليكية في تشيلي). أصبح فيما بعد مدير القسم، بين أبريل 1998 وأبريل 2002. وشغلَ أيضاً منصب العضو المنتدب والمنسق الاقتصادي في قسم الهندسة الصناعية والأنظمة بين مارس 1994 وأكتوبر 1995.
أيدَ العمل مع سيباستيان بينيرا كمنسق في مجال الطاقة لمجموعة تانتاكو. 
في عام 2012، عُيِنَ مديرًا تنفيذيًا مناوبًا لمجموعة البنك الدولي، في تمثيل الأرجنتين وبوليفيا وتشيلي وباراغواي وبيرو وأوروغواي.
في عام 2012، جرى إنتخابهِ لمدة عامين من قبل خبراء من جميع أنحاء العالم، نائبًا لرئيس الشؤون الأكاديمية في الرابطة الدولية لاقتصاديات الطاقة. في عام 2014 أعُيد إنتخابهِ للإستمرار في هذا المنصب لولاية ثانية مدتها سنتان، 2015-2016. وفي عام 2015، انُتخِبَ رئيسًا لـ IAEE منتخبًا لعام 2016 ورئيسًا لمؤسسة IAEE لعام 2017.